# Coenonympha dupuyi
Coenonympha dupuyi är en fjärilsart som beskrevs av Charles Oberthür 1910. Coenonympha dupuyi ingår i släktet Coenonympha och familjen praktfjärilar. Inga underarter finns listade i Catalogue of Life.